# Självbyggeri

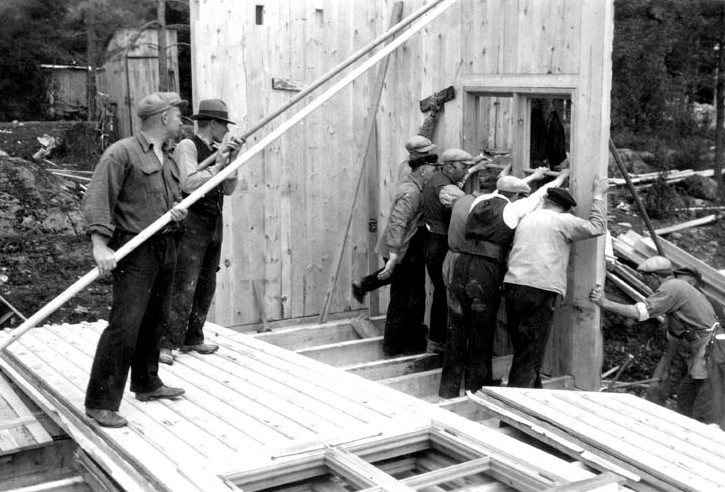
Väggresning i Svedmyra i södra Stockholm 1932.

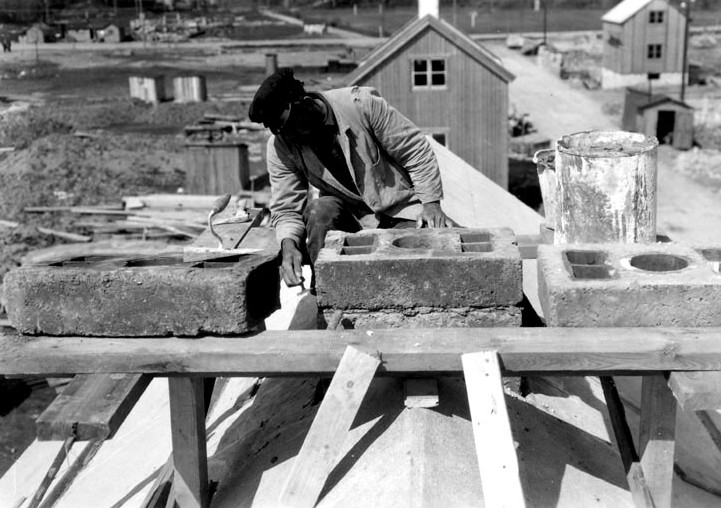
Skorsten muras i Svedmyra 1932.

Självbyggeri eller självbygge innebär att uppföra hela, eller delar av den egna bostaden. Självbyggarens bidrag till denna process varierar och kan gälla allt ifrån att bygga själva konstruktionen, även känd som DIY, till att kontraktera vissa delar av arbetet till en arkitekt eller byggföretag. Självbyggeri skiljer sig kraftigt åt i olika länder, främst beroende på ekonomiska förutsättningar, olika byggregler och lagar, men kan också betyda ganska olika saker.

## Motivation

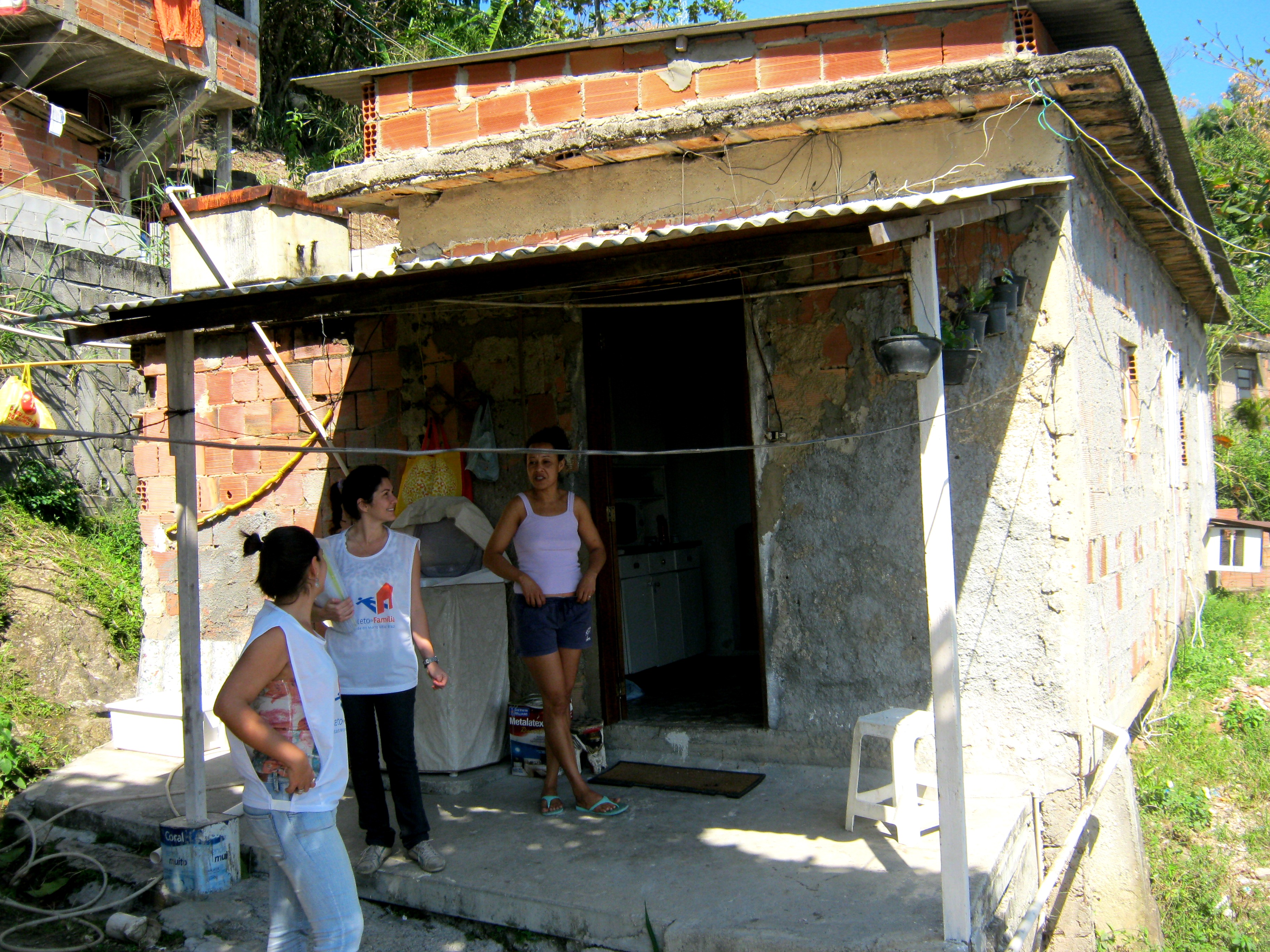
Socialarbetare besöker ett självbyggt renoveringsprojekt av lågkostnadsbostäder i Brasilien.

Människor bygger själv av många anledningar. En vanlig orsak, särskilt i fattigare länder, är att de kanske inte har råd med sådana bostäder på den öppna marknaden. En annan motivation kan vara önskan att skapa något som är anpassat efter de egna eller familjens krav och livsstil.

## Metoder

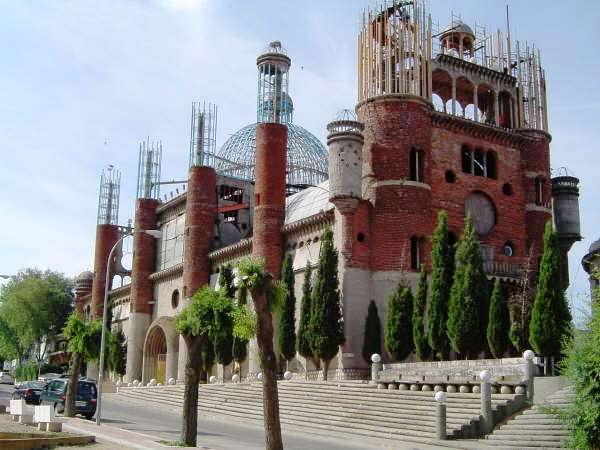
Katedralen Justo Gallego Martínez, självbyggd under mer än 40 år och utan formell arkitektutbildning. I Mejorada del Campo i Spanien.

Självbyggare skapar sina hem genom en mängd olika metoder men bygger sällan allt helt själva. I rika länder anlitar många en arkitekt för att formge hemmet, och byggarbetare för att uppföra det. Andra använder så kallade paketföretag för att hantera projektet. Andra sköter bygget och har direktkontakt med planerare, hantverkare och materialleverantörer.

## Omfattning
Självbyggande i dess vidare betydelse är en vanlig praxis i många utvecklingsländer. Det är också vanligt bland mormoner, hippies och gröna vågare. Ekobyar uppförs oftast genom självbygge. I de flesta utvecklade länder regleras självbyggande av offentlig förvaltning, medan självbyggande i utvecklingsländer ibland stöds av NGO:er eller internationella organisationer som United Nations Volunteers.

## Olika länder

### Ghana
År 2010 uppskattade Världsbanken att självbyggda bostäder (även omskrivna som självhjälpsbostäder eller självförsörjande bostäder) utgjorde mer än 95 % av Ghanas totala bostadsbeståndet och att det bidrog med cirka 300 miljarder USDs per år till den nationella ekonomin. Självbyggande utövas inte bara av fattigare hushåll utan också av medelinkomsttagare. De flesta av landets regeringar efter att Ghana blev fritt, så som Nkrumahs, har implementerat statliga bostadsprogram eftersom deras politik eftersträvat att motverka självhjälpsbostäder för att begränsa privat ägande av bostäder. År 2009 erkände dock Ghanas dåvarande regering vikten av självbyggeri och andra icke-konventionella tillvägagångssätt för att skapa bostäder.

### Italien
I Italien var självbyggeri (Autocostruzione) under några decennier efter andra världskriget, en vanlig praxis bland arbetarklassen, och brukades i stor utsträckning i husockuperade områden, som Borgate Romane i Rom eller i förorterna i norra Neapel och runt Palermo. Numera innebär självbyggeri snarare som ett delvis egenbyggande av konstruktionen, men att strukturella delar som grund, väggar och tak byggs av byggföretag.
Ett annat tillämpningsområde för självbyggande i Italien är stödet till missgynnade etniska grupper som Sinti. I vissa medelstora städer som Ravenna och Padova erbjöds byggmaterial till människor bosatta i romska områden för att de skulle kunna förbättra sina bostäder.
I början av 1980-talet blev självbyggeri också en del av det italienska universitetsprogrammen i arkitektur. På fakulteten vid Politecnico di Torino introducerade Giorgio Ceragioli under sin kurs i arkitektonisk teknologi Laboratorio tecnologico di autocostruzione (Latec), en kurs där eleverna fick träna sig i flera självbyggande tekniker.

### Mexiko
I Mexiko inträffade en mycket snabb urbanisering mellan 1940- och 1970-talen, vilket lockade till sig mycket migranter från landsbygden. Under denna period kunde statliga program inte säkerställa tillräckligt med bostäder och även bostäder byggda av privata företag var oattraktiva på grund av de låga lönerna för en stor del av befolkningen. Det uppskattas att även efter skapandet av två nationella bostadsfonder, FONHAPO och INFONAVIT, var bara 1/5 av den faktiska efterfrågan tillfredsställd. I denna svåra situation utvecklades många oregelbundna bosättningar, och en del forskare och politiker började propagera för stöd och förbättring av självbyggeriprocesser, snarare än att man skulle  bekämpa dem, var en möjlig lösning på den akuta bostadsbristen. Under 1970-talet började den offentliga politiken att stödja låginkomsttagare som byggde själv och erbjöd dem tjänster, byggmaterial och i vissa fall utdelning av mark.

### Storbritannien
Termen självbyggeri ("self-build") används specifikt i Storbritannien och Irland när en person skaffar en tomt och sedan bygger sitt eget hem på den tomten. Termen syftar inte nödvändigtvis på att slutföra arbetet själv - mer vanligtvis definieras självbyggande som handlingen att "beställa" ett skräddarsytt hem.
Det uppskattas att det tillkommer mellan 10 000 och 20 000 självbyggen i Storbritannien varje år. Detta är mindre än 10 % av alla bostäder som byggs årligen men kan utgöra så mycket som 1 av 3 nya fristående hus byggda i Storbritannien. Under årens lopp har självbyggare legat i framkant när det gäller framsteg inom intern design och teknologi, och de har varit ansvariga för den dramatiska uppgången de senaste åren i ekofunktioner som solenergi och värmepumpar, golvvärme, öppen planlösning och smarta hem-tekniker. Funktioner som ofta tar många år att filtrera igenom till kommersiella bostadsområden.

### Sverige
Självbyggen har alltid förekommit på svenska landsbygden. De har även uppförts i städerna, till exempel under 1800-talet, då industriarbetare byggde sina bostäder i arbetslag. Detta skedde bland annat vid Lindholmens varv i Göteborg på 1850-talet.
I Stockholm uppstod under 1900-talet en typ av självbyggeri som utgick från förtillverkade element, en metod som blev populär även i Göteborg. Denna typ av självbyggeri innebär att en privatperson köper ett småhus från en byggherre och sedan själv färdigställer sitt hus invändigt. Köparen minskar därmed kontantinsatsen till sitt hus. Husköparen ägnar sin lediga tid åt att inreda huset, såsom att snickra, kakla och sätta lister. Detta sker under ledning och överinseende av instruktör. Allt byggmaterial ingår och materialet levereras allt som oftast till huset. 
Denna typ av självbyggeri har en viktig betydelse i Stockholms bebyggelsehistoria. 1927 var det år självbyggerikonceptet infördes av Småstugebyrån vid Stockholms fastighetskontor. Småstugebyrån ombildades 1994 till det självständiga bolaget Småa AB. 
I början av 1900-talet var bostadsstandarden i Sverige miserabel. Industrialiseringen förde med sig att många människor flyttade till städerna där arbeten fanns. Trångboddhet, ohälsa och förslumning tilltog i städerna. Behovet av bostäder var skriande. Stockholms stad reagerade inledningsvis med fattigvård och nödhjälpsåtgärder. Så småningom började bostadsfrågan för de lägre inkomsttagarna att upptas som ett ansvar för staden. Stockholms stad etablerade därför Småstugebyrån och införde konceptet organiserat självbyggeri. För låginkomsttagarna möjliggjorde det ett eget småhus. Stora markområden i Bromma och godset Enskede gård köptes av Stockholms stad för att låta uppföra bostadsområden, bland annat Norra Ängby och Tallkrogen. Invånarna lät sig bygga sina egna småhus och utbyggnaden av spårvagnslinjer möjliggjorde ett boende utanför stadens gränser. 
Under 1900-talets första hälft kunde självbyggeriet betraktas som en folkrörelse.
Begreppet "självbyggeri" dyker upp i svenska dagstidningar kring mitten av 1930-talet och är som mest använt i dagspressen från mitten av 1960-talet till mitten av 1990-talet. Därefter har bruket av ordet minskat.